# Copa jamaicana de futbol
La copa jamaicana de futbol és la màxima competició per eliminatòries i segona en importància de Jamaica de futbol. Ha rebut diverses denominacions amb el pas del temps per raons de patrocini.

## Historial
Font:

### All-Island Knockout Championship
- 1964: Cavalier SC

### National Knockout Competition
- 1972: Cavalier SC
- 1978: Cavalier SC

### NBS Federation (FA) Cup
- 1990/91: Olympic Gardens 1-0 Hazard United
- 1991/92: Seba United
- 1992/93: Olympic Gardens
- 1993/94: Harbour View F.C.
- 1994/95: Reno F.C.
- 1995/96: Reno F.C. 1-0 Arnett Gardens
- 1996/97: Naggo Head F.C. 1-0 Hazard United
- 1997/98: Harbour View F.C. 1-0 Waterhouse F.C. [gol d'or]
- 1998/99: Tivoli Gardens F.C. 2-0 Violet Kickers F.C.
- 1999/00: Hazard United 1-0 Wadadah F.C.
- 2000/01: Harbour View F.C. 3-0 Wadadah F.C.
- 2001/02: Harbour View F.C. 2-1 Rivoli United F.C.
- 2002/03: Hazard United 1-0 Harbour View F.C.
- 2003/04: Waterhouse F.C. 2-1 Village United F.C.

### Red Stripe Champions Cup
- 2004/05: Portmore United 3-1 Harbour View F.C.
- 2005/06: Tivoli Gardens F.C. 3-2 Portmore United [pròrroga]
- 2006/07: Portmore United 1-1 Boys' Town F.C. [pròrroga, 4-3 penals]

### City of Kingston (COK) Co-operative Credit Union Champions Cup
- 2007/08: Waterhouse F.C. 2-0 Tivoli Gardens F.C.[3]

### Flow All-Island Champions Cup
- 2008/09: Boys' Town F.C. 3-0 Tivoli Gardens F.C.[4]
- 2009/10: Boys' Town F.C. 3-2 Humble Lions F.C. [pr.][5]
- 2010/11: Tivoli Gardens F.C. 3-0 St. George's S.C.[6]
- 2011/12: no es disputà
- 2013: Waterhouse F.C. 2-2 Tivoli Gardens F.C. [pr., 3-1 pen]
- 2014: Reno F.C. 4-3 Montego Bay United F.C.